# شهرنو، کابل
شهرنو یک محله در شمال غرب شهر کابل، افغانستان است.
در این ناحیه سفارت فرانسه و دفتر شرکت‌های هواپیمایی آریانا، کام ایر و خطوط هوایی صافی پارک شهرذنو سینما پارک  سینما زینب دکانهای لوکس کابل بختاور تاور  فاتحه خانه زنانه موقعیت دارد. همچنان محل مناسب برای گشت گذار و تفریحی مردم کابل قدیم بود. پس از سال ‏‏۱۳۵۷ که مردم به هرطرفی مهاجر شدند. شهر نو از نام افتاده  جای آنرا مکرویان اول یا ‏مکرویان کهنه گرفت. تا آنکه در سال ۱۳۷۲ مکرویان اول تکه تکه و پارچه  پارچه ‏از طرف تنظیمهای اسلامی گردیده مردم آن به هر طرف هجرت نموده کابل خالی شد.‏

## تاریخچه اینکه چگونه شهر نو تهداب گذاری شد
محل که امروز مربوط ناحیه دهم شهر کابل میباشد. شهرنو کابل است.  مرکز ‏شهرنوکابل چهاراهی حاجی یعقوب سینما پارک میباشد. که هر فرد کابلی اصیل از ‏آن  قصه های شرین دارند. شهرنو کابل دارای محلات مشهور میباشد که هرکدام ‏قصه و تاریخچه دارد که عبارتند از : چهاراراهی حاجی یعقوب یا پارک شهر نو، ‏شیر پور، قلعه فتح اله ، تایمنی ، کلوله پشته ،  صدرارت ، وزیر اکبرخان، کابل ، قلعه ‏موسی ، چهار راهی طراعباس کوچه مرغها ،  سینما زینب  ، میرمنو تولنه  ‏چاراهی شهید ، کوچه  قصابی  وغیره میباشد. که  بعضی محلات به نسبت کثرت ‏نفوس فعلا ًاز شهر نو جدا شده  است.‏
در شهرنو کابل قبلا محل زیست و  گشت وگذار خاندان سلطنتی اولادهای  اراکین ‏بزرگ دولتی  تاجران نامور بود. مردم وغیره که درین محل بود باش داشتند از ‏زیستن  در این محل کابل خیلی افتخار می نمودند. زیرا دکاکین که درین محل بود ‏در دیگر جای کابل نبود. مثلا دکان آیس کریم فروشی ، کلپ بلیارد ، نایت کلپ شبانه ‏فروشگاه های لوازم آرایش ، دکانها لوکس  بوت  لباس فروشی ، رستوانتهای ‏عصری با کباب و خوراکهای لذیز و غیره وجود داشت.  که به قیمتت نسبتاً گزاف ‏بفروش می رسانیدن. بعضاً مالهای اصل وخارجی درین دکانها بفروش رسانیده ‏میشد. که در آنزمان برای مردم افغانستان خیلی جالب بود. در شهر نو دو سینما ‏وجود داشت که هردو سینما مردمان بی دریش را اجازه ورود به سینما نمی داد. ‏وجود سینما پارک با نمایشات فلمهای کوبایی بعضا ً ایرانی رونقی دیگر به شهر نو ‏داده بود. فلم سلطان قلبها  تا هنوز علاقمندان دارد. دولت برای دختران لیسه را بنام ‏زرغونه برای مردان لیسه را بنام استقلال  و فاتحه خانه زنانه را در پارک شهر نو ‏اعمار نمود. جوش خروش شهر نو در زمان ظاهرشاه و داود خان بود. 
در زمان ظاهرشاه  چند محل به مقصد خاص اعمار گردید که شهرنو ، کارته چهار ‏و کارته مامورین بود. در کارته چهار همه دانشمندان مسکن اختیار نموده بودند . در ‏شهر نو کابل خانواده سلطنتی وارکاین بزرگ دولتی که در کهنه  کوچه های کابل ‏زیست داشتن در شهر نو منتقل گردیدند. سنگ تهداب شهر نو از ساختمان های یک ‏منزله آهن پوش که روبروی سینما زینب موقعت داشت شروع شد. این ساختمانها را ‏بنام کوتی های دولتی یاد نموده محل عصری تر از دیگر نقاط شهر کابل اعمار ‏گردیده بود. کوتی ها الی سرک  پارک شهر نو ادامه داشت. خانه ها همه با خشت ‏پخته اعمار گردیده داری تشناب  آشپز خانه سالون وغیره بود. جالب اینکه آبرسانی ‏آن از طریق نل بود. در مراحل اول در آنزمان نه دکانی بود نه سرک پخته نه بس ‏بعضی ها راضی بودند بعضی فامیلها ناراض بودند . شاروالی پس از مدتی کوتاه  چندین دکان و یک نان بایی  در ‏روبروی سینما پارک ساخت . شخصی بنام حاجی یعقوب مسجد کوچکی را در ‏نزدیک دکانها اعمار نمود. بعدا در دیگر کوچه ها سرک سازی شروع گردیده . ‏بسهای موظف گردید که از شهر نو به سینما پامیر مسیرش بود.‏
در شهر نو قطعه عسکری بنام شیر پور ، میدان هوایی در وزیر اکبرخان قطعه ‏عسکری بالای تپه کلوله پشته  و بیتار خانه  در پارک شهربود . پارک شهر نو محل ‏بود که اسپ و حیوانات که در قطعات مریض میشد درین محل برای تداوی می ‏اوردند. این محل منطقه نسبتا سرسبزی بود زیرا آخر آب جوی شیر به محل می ‏ریخت . که بعدا به اساس همین آب  درسال ۱۳۳۳ هجری شمسی پارک عصری ‏بنام پارک شهرنو ساخته شد.  دولت به عوض پارک شهر نو در جنب قطعه عسکری ‏‏ شیر پور شفاخانه حیوانات را ساخت که بنام څارنتون یاد می گردید. دوکتوران آن همه ‏تحصیل کرده ترکیه  بودند.پس از مدتی شهرنو دارای سرکهای قیر ریزی شده  ،  بس شهری ‏دکاکین لوکس گردید. که شهر نورا از سایر نقاط متمایز گردانید .که دیگر  بوی تعفن خندقهای ‏گنداب تشنابهای سربازکهنه کوچه های کابل از نظر گم بود. سرکهای کلان و خانه های از هم ‏دور شرایط را برای تنفس هوای لذت بخش مساعد گردانیده بود.. بدین ترتیب شاروالی کابل ‏‏(ریاست بلدیه)   در سال ۱۳۳۶ تعمیر بزرگ را بنام مسجد حاجی یعقوب ساخت . که به نمای ‏شهرنو اضافه شد.‏
.
چیز مهم که رندگی مردم  شهرنواز دیگران  فرق یافت و صاحب شهرت شداینست که فرهنک ‏این مردم نیز تغیر نمود. مردم با  دریشی از خانه خارج  می شدند.زنها چادری را دور ‏انداخته بودند. در خانه های بعضی شان تشاب های عصری ساخته شده بود .که دیگر نقاط ‏کابل می گفتند که مردم شهرنو در تشناب شان کاسه های شیشه است رفع حاجت می کنند. در ‏خانه صالون بالای کوچ و چوکی نشسته با قاشق پنجه نان می خورند. بعضی از کسان که به ‏خارج سفر نموده بودند آراسته با دریش و نکتایی با زبانهای انگلیسی و فرانسوی صحبت می ‏نمودند. نام اولادهایشان به عوض غلام  قادر عبدالقدوس فدا محمد ابرهیم شاه به نام های جدید یما کنشکا حمید جاوید شکیب هلی هوسی عتیق شفیق  وغیره تبدیل شده بود.
تقریبا مردم این محل با پیراهن تنبان لونگی و چادری وداع نمودند.  که مردم سایر ‏نقاط کابل حسرت آنرا میخوردند. بعدار مدتی شاروالی توزیع زمین های عقب سینما زینب را ‏شروع نمود . بعدا دیگر حصص را توزیع نمود. ‏